# Swisztow (gmina)
Swisztow (bułg. Община Свищов) – gmina w północnej Bułgarii, w obwodzie Wielkie Tyrnowo.

## Miejscowości
Miejscowości wchodzące w skład gminy Swisztow:
- Alekowo (bułg. Алеково),
- Aleksandrowo (bułg. Александрово),
- Byłgarsko Sliwowo (bułg. Българско Сливово),
- Carewec (bułg. Царевец),
- Chadżidimitrowo (bułg. Хаджидимитрово),
- Czerwena (bułg. Червена),
- Delanowci (bułg. Деляновци),
- Dragomirowo (bułg. Драгомирово),
- Gorna Studena (bułg. Горна Студена),
- Kozłowec (bułg. Козловец),
- Morawa (bułg. Морава),
- Oresz (bułg. Ореш),
- Owcza mogiła (bułg. Овча могила),
- Sowata (bułg. Совата),
- Swisztow (bułg. Свищов) – siedziba gminy,
- Wardim (bułg. Вардим).